# Xbox One
Xbox One este o linie de console de jocuri video dezvoltate de Microsoft. Anunțat în mai 2013, este succesorul Xbox 360 și a treia consola din familia Xbox. A fost lansată pentru prima dată în America de Nord, în Europa, Australia și Brazilia în noiembrie 2013 și în Japonia, China și alte țări europene în septembrie 2014. Este prima consolă de jocuri Xbox care va fi lansată în China, Shanghai Free-Trade Zone. Microsoft a comercializat dispozitivul ca un sistem de divertisment multifuncțional. Linia Xbox One concurează în principal împotriva consolelor, cum ar fi Sony PlayStation 4 și Nintendo Wii U, ca parte a celei de-a opta generații de console de jocuri video.
Depășind arhitectura bazată pe PowerPC a predecesorului său, Xbox One marchează o revenire la arhitectura x86 utilizată în originalul Xbox; Dispune de o unitate de procesare accelerată AMD (APU) construită în jurul setului de instrucțiuni x 86-64. Controlerul Xbox One a fost reproiectat și îmbunătățit considerabil față de controlerul de la Xbox 360. Consola plasează un accent sporit pe cloud computing, precum și caracteristici de rețele sociale și abilitatea de a înregistra și partaja clipuri video sau capturi de ecran din gameplay sau live-stream direct la servicii de streaming, cum ar fi Mixer și Twitch. De asemenea, jocurile pot fi redate off-consolă prin intermediul unei rețele locale pe dispozitive Windows 10 acceptate. Consola poate reda discul Blu-ray și poate suprapune programele de televiziune live de la un set-top box existent sau un tuner digital pentru televiziunea digitală terestră cu un ghid de programe îmbunătățit. Consola a inclus opțional un senzor Kinect reproiectat, comercializat ca "Kinect 2.0", care oferă o îmbunătățire a urmăririi mișcării și a recunoașterii vocale pentru utilizarea în interfața grafică (GUI) și jocurile.
Xbox One a primit în principal o recepție pozitivă pentru designul său rafinat, caracteristici multimedia și navigație vocală. Designul său mai silențios și mai rece a fost lăudat și apreciat, însă consola a fost criticată pentru jocurile care rulau la un nivel grafic mai scăzut decât PlayStation 4 însă după scurt timp Microsoft a anunțat la GDC pe data de 20 martie 2014 noua platformă Windows 10 împreună cu noul DirectX 12 care a îmbunătățit considerabil interfața de programare a consolei. Interfața sa originală a fost creată intuitiv avînd schimbări aduse pe parcurs îmbunătățind interacțiunea utilizatorului cu consola. Kinect-ul său a primit laude pentru îmbunătățirea preciziei de urmărire a mișcării, recunoașterii feței și comenzile vocale.
În august 2016, Microsoft a lansat un model revigorat Xbox One cunoscut sub numele de Xbox One S care are: un design mai mic, suport nativ pentru redarea și suprapunerea imaginilor 4K și culoarea HDR10 dinamic. A fost lăudat pentru dimensiunile sale mai mici, îmbunătățirile vizuale pe ecran și lipsa sursei de alimentare externe, însă s-au remarcat regresiile sale, cum ar fi lipsa portului Kinect nativ. Un model high-end, cunoscut sub numele de Xbox One X, a fost lansat în iunie 2017 pentru lansare în data de 7 noiembrie 2017, care oferă îmbunătățiri majore ale hardware-ului axate pe activarea jocurilor la rezoluția de 4K.

## Istoria

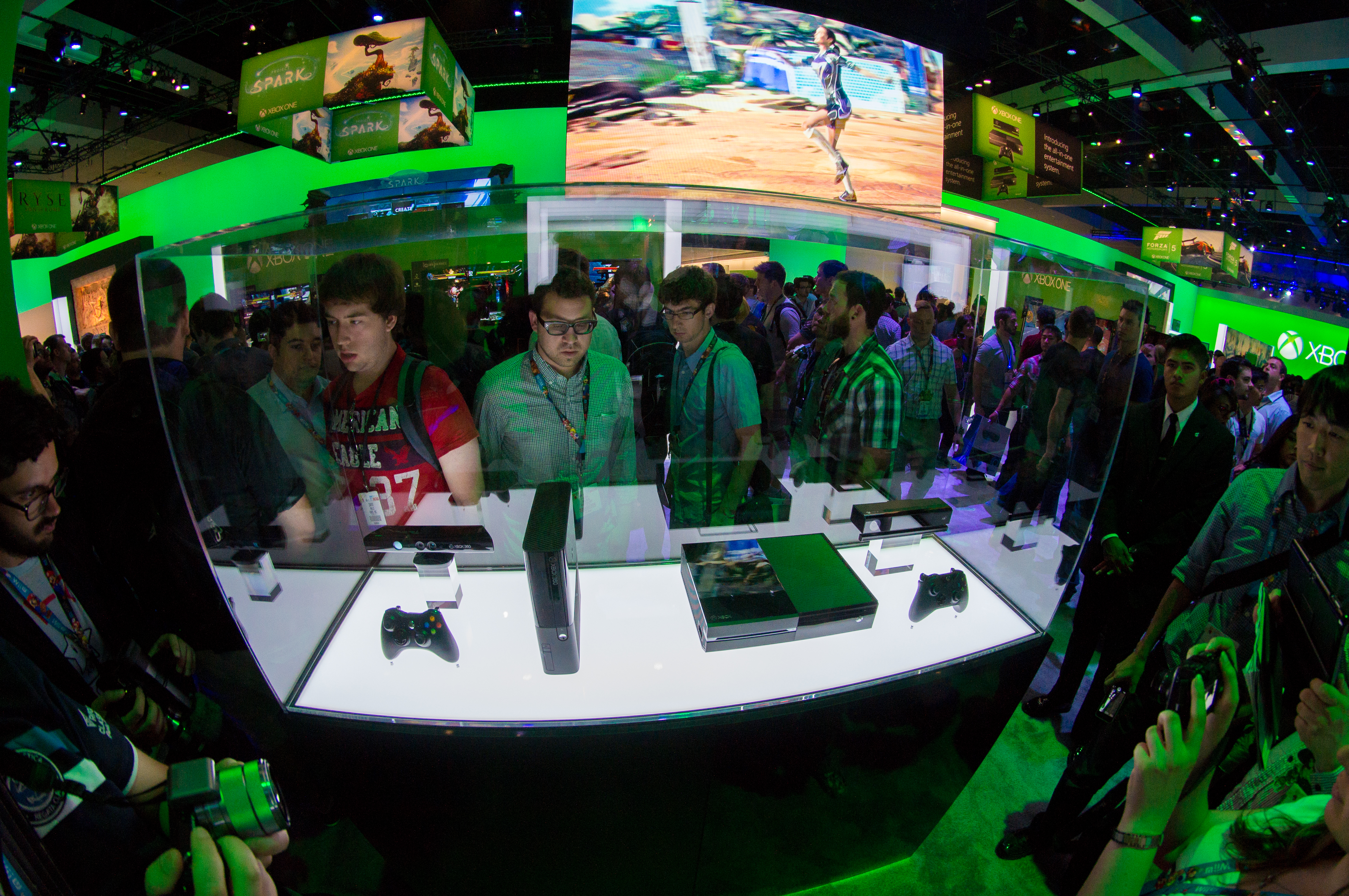
Xbox One la E3 2013 alături de modelul Xbox 360 E

Xbox One este succesorul la Xbox 360, consola de jocuri video Microsoft anterioară, introdusă în 2005 ca parte a celei de-a șaptea generații de console de jocuri video. De-a lungul anilor, Xbox 360 a primit o serie de mici revizii hardware pentru a reduce dimensiunea unității și pentru a-și îmbunătăți fiabilitatea. În 2010, Chris Lewis, Microsoft, a declarat că Xbox 360-ul a fost "la jumătatea drumului" prin intermediul ciclului său de viață. Acest lucru a fost ajutat de introducerea senzorului de mișcare Kinect în acel an, pe care Lewis a declarat că va extinde ciclul de viață cu cinci ani.
Hardware-ul inițial pentru succesorul consolei Xbox 360, denumit în mod obișnuit de industrie drept "Xbox 720", a fost în curs de dezvoltare încă din mai 2011. Kit-ul oficial de dezvoltatori a fost denumit "Durango" și părea să fie disponibil dezvoltatorilor până la jumătatea anului 2012. Documentele scoase la lumină au sugerat că noua consoană va include un senzor îmbunătățit Kinect, accesul la nor pentru jocuri și mass-media, integrarea cu dispozitive telefon și tabletă și tehnologie. De asemenea, Microsoft a încercat să elimine capacitatea de a juca jocuri uzate, deși Microsoft mai târziu a clarificat că revizuiește încă designul și că "se gândește la ce urmează și la modul în care putem împinge granițele tehnologiei așa cum am făcut-o cu Kinect ", Dar nu a comentat validitatea informațiilor.
Consola a fost dezvăluită public sub numele de Xbox One la 21 mai 2013 într-o conferință de presă menită să acopere capacitățile multimedia și sociale ale unității. Un al doilea eveniment de presă al consolei a avut loc în perioada E3 2013, concentrându-se asupra funcționalității sale orientate către jocurile video. La acea vreme, Microsoft a anunțat că consola va fi lansată pe 21 de piețe diferite pe 22 noiembrie 2013, dar aceasta a fost modificată mai târziu până la 13. Schimbarea, care a împins data lansării celorlalte opt piețe până în 2014, a fost atribuită complexității neprevăzute în localizarea capacităților de recunoaștere vocală ale dispozitivului. Mai târziu, în septembrie 2014, Xbox One a fost lansat pe 26 de piețe, inclusiv pe piețele rămase în Europa, pe piața japoneză și pe piețele din Orientul Mijlociu.
De la primul anunț la lansarea reală a produsului, Microsoft a făcut unele modificări semnificative la consolă. Inițial, sistemul urma să poată reda un joc bazat pe disc fără disc după instalarea inițială, cu toate acestea, a venit cu o cerință că utilizatorii ar trebui să se conecteze online o dată pe zi, precum și restricții privind jocurile folosite. Aceste restricții au fost revăzute și ulterior eliminate în iunie 2013.
În 2015, patru membri ai unui grup internațional de hacking au pledat vinovat că au obținut acces neautorizat la rețeaua de calculatoare a Microsoft și că au obținut informații sensibile referitoare la Xbox One și Xbox Live. În momentul încălcării securității, Microsoft se afla în stadiul de dezvoltare pentru sistemul de jocuri de generație următoare. Între 2011 și 2013, hackerii au cheltuit sute de ore în căutarea prin acreditările de autentificare logică, codul sursă, specificațiile tehnice și alte date prin intermediul rețelei Microsoft. Membrii grupului spun că au fost conduse de o curiozitate imensă despre consola Microsoft Xbox One lansată de Microsoft și software-ul asociat. "Utilizând acreditări de acces furate", doi dintre hackeri au comis un furt fizic introducând "o clădire sigură pe campusul Microsoft Redmond Washington" și transferând trei kit-uri de dezvoltare "Durango".

## Xbox One Controller

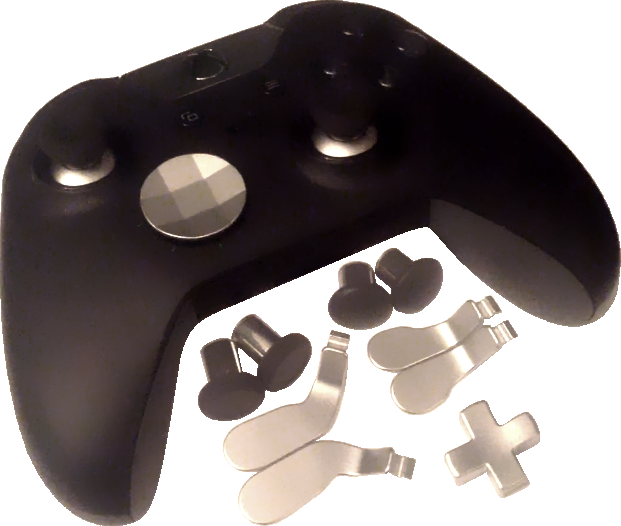
Controlerul Xbox One Elite, care cuprinde două perechi unice de stick-uri analogice, un nou D-pad și două perechi diferite de padele

Xbox One Controller menține aspectul general descoperit în controlerul Xbox 360, dar cu diferite îmbunătățiri în forma sa. Printre modificările sale se numără o formă mai fină, barele analogice texturate, un pad orientat în patru direcții și declanșatoarele reduse și butoanele umărului cu o formă curbată pentru ergonomie. Butoanele "Meniu" și "Vizualizare" au înlocuit butoanele Start și Înapoi. Fiecare declanșator dispune de motoare independente numite "Impulse Triggers", care permite dezvoltatorilor să programeze vibrații direcționale. Un declanșator poate fi făcut să vibreze atunci când trage o armă, sau ambii pot lucra împreună pentru a crea feedback care indică direcția unei lovituri de intrare. Controlerul conține, de asemenea, emițătoare de lumină care îi permit să fie urmărite și asociate cu ajutorul senzorului Kinect și să detecteze când nu este ținut să intre automat într-o stare de putere redusă. O revizuire actualizată a controlerului a fost lansată în iunie 2015, care include o mufă pentru căști de 3,5 milimetri și alte modificări minore.
Controlerul Xbox One include un port micro-USB. Atunci când este atașat printr-un cablu micro-USB, controlerul poate funcționa fără baterie și se poate încărca de la distanță și este acceptat pe calculatoare care rulează platforma Windows 7 sau mai noi. Accesoriul adaptor fără fir Xbox One permite utilizarea wireless a controlerilor Xbox One pe calculatoare cu platforma Windows 7 sau mai recente.
Controlerul Xbox One Elite, sau doar Elite Controller, a fost lansat în octombrie 2015. A fost descris și comercializat ca "un controler de elită pentru jucătorii de elită", care conține părți interschimbabile, "încuietori de declanșare" pentru declanșatoarele care permit utilizatorilor să reducă cantitatea de distanță pe care trebuie să o apese pentru a înregistra o presă și software pentru butoanele de remapare.

## Xbox One Kinect

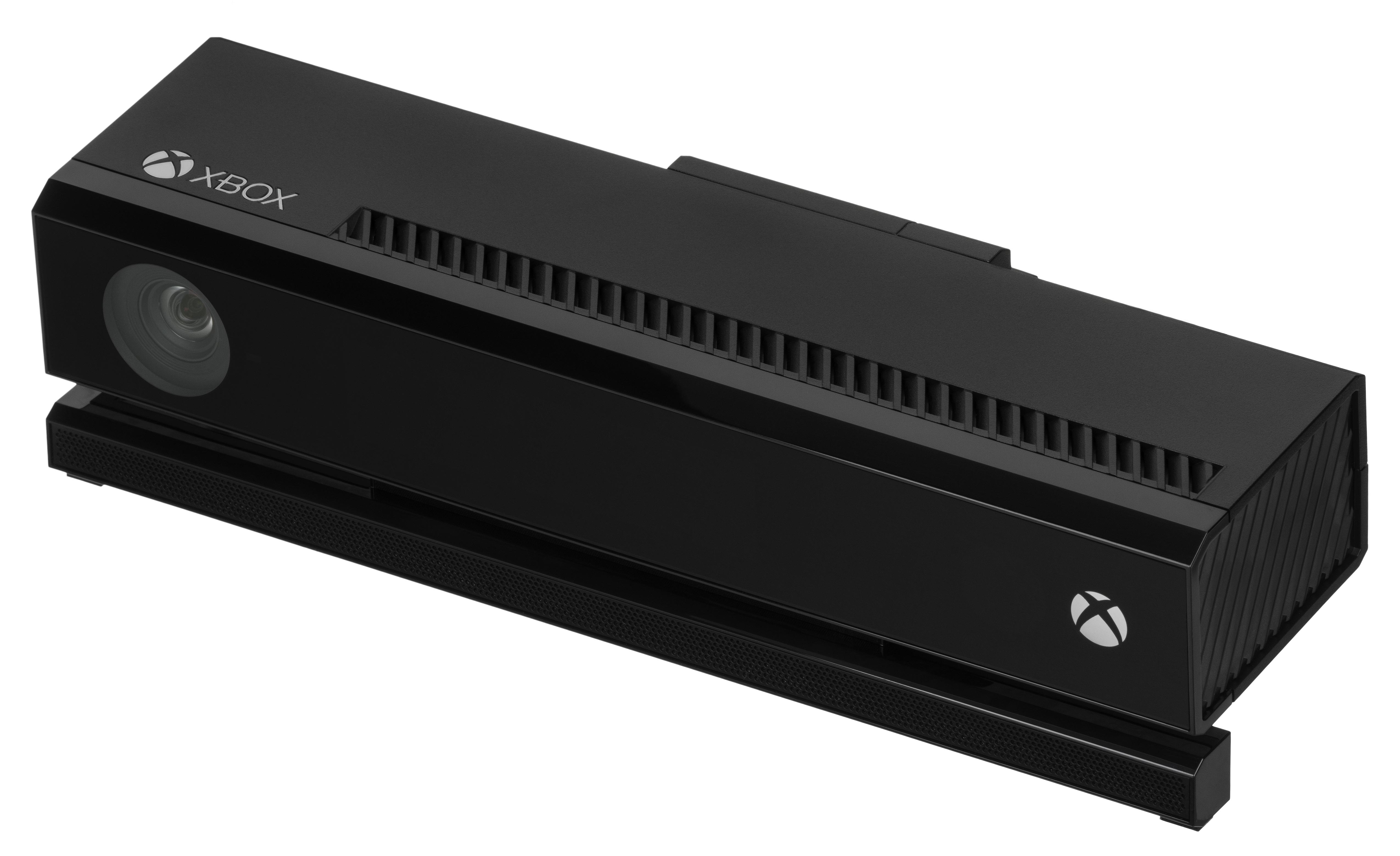
Kinect-ul modernizat al Xbox One este mai precis decît predecesorul său.

Noul Kinect, un senzor de interfață naturală actualizat, a fost reproiectat și recreat pentru a oferi comenzi vocale și de urmărire a mișcării pentru Xbox One.
Noul Kinect are o cameră cu unghi larg de timp și o cameră de 1080p, în comparație cu rezoluția VGA a versiunii Xbox 360 și procesează 2GB de date pe secundă pentru a-și mapa mediul. Kinect are o precizie îmbunătățită față de predecesorul său. Acesta poate urmări până la 6 persoane simultan, denumit "schelete", poate efectua urmărirea ritmului cardiac, gesturile jucătorilor și citi codurile QR pentru a răscumpăra cardurile cadou Xbox Live. În mod implicit, recunoașterea vocală este activă în permanență, astfel încât consola poate primi comenzi vocale de la utilizator, chiar dacă consola este în modul de repaus. Este posibilă trezirea consolei cu o comandă, deși sunt disponibile setări pentru a schimba funcțiile individuale Kinect.
Înainte și după mandat, toate consolele Xbox One au fost livrate inițial cu senzorul Kinect inclus. Pe 9 iunie 2014, au fost introduse pachete mai ieftine de Xbox One, care nu includea senzorul Kinect. Microsoft a declarat că decizia de a oferi pachete Xbox One fără Kinect a fost "de a oferi oamenilor posibilitatea de a cumpăra un Xbox One și apoi de a ajunge la Kinect atunci când își pot permite". Un kit de dezvoltare actualizat Xbox, lansat în iunie 2014, permite dezvoltatorilor să dezactiveze în mod explicit funcționalitatea de urmărire a mișcării în jocuri, permițând accesul la resurse suplimentare de sistem care reprezintă aproximativ 10% din puterea de procesare a GPU-urilor. Aceste resurse au fost rezervate anterior pentru urmărirea scheletului Kinect, indiferent dacă senzorul Kinect a fost atașat sau utilizat.
Un Kinect compatibil cu Windows a fost lansat pe 15 iulie 2014. Kinect-ul a fost lansat ca element stand-alone și opțional în octombrie 2014.

## Xbox One S

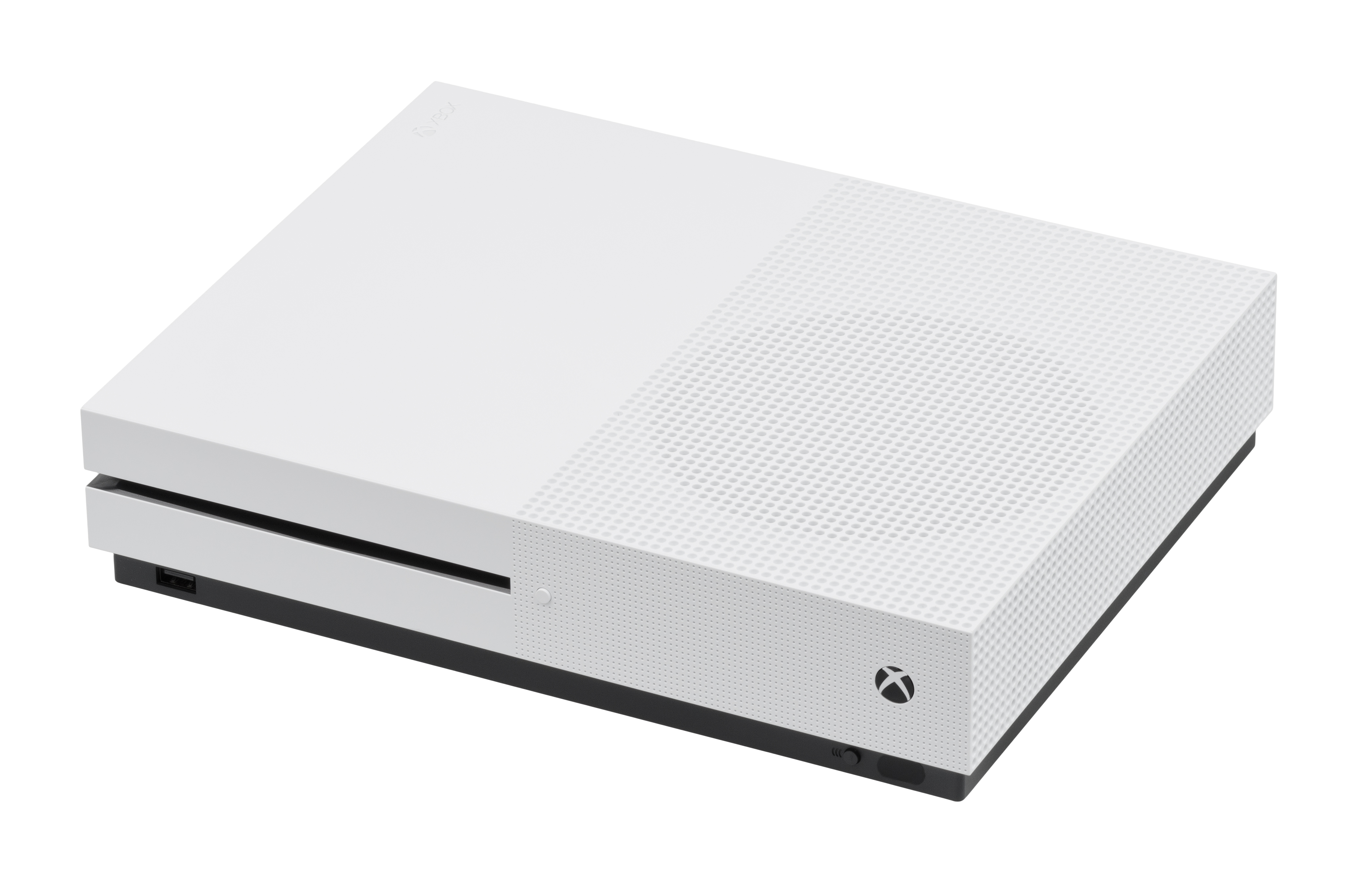
Xbox One S

Pe 13 iunie 2016, în timpul conferinței de presă E3 2016, Microsoft a dezvăluit Xbox One S, o revizuire a hardware-ului original Xbox One cu un factor de formă simplificat. Noua sa carcasă este cu 40% mai mică decât designul original și susține orientarea verticală cu un suport. Butoanele de putere capacitivă și ejectare au fost înlocuite cu butoane fizice, portul lateral USB și butonul de sincronizare a controlerului au fost mutate în partea din față a consolei, iar sursa de alimentare este integrată în carcasa consolei. Xbox One S necesită un adaptor USB pentru atașarea unui senzor Kinect, deoarece nu mai include portul propriu utilizat în modelul original. Un adaptor USB gratuit a fost furnizat de Microsoft proprietarilor Kinect care și-au înregistrat proprietatea asupra Kinect și Xbox One S online, însă această promoție sa încheiat în martie 2017. Deși Microsoft a declarat că va lega adaptorul în mod autonom cu unitățile Kinect independente, aparte.
Xbox One S suportă 4K nativ la ieșirea video și culoarea dinamică ridicată (HDR) folosind HDR10. Videoclipurile 4K pot fi redate de la serviciile de streaming acceptate și de pe discurile Blu-ray Ultra HD. Jocurile sunt scalate de la 1080p la 4K. Rod Fergusson, șefa studioului Microsoft Gears of War Coalition, a declarat că Xbox One S a îmbunătățit și componentele CPU și GPU, care au fost capabile să furnizeze performanțe mai consistente în Gears of War 4 în timpul secvențelor cu intensitate grafică decât hardware-ul anterior. Albert Penello a afirmat inițial că accesul suplimentar al CPU și GPU acordat dezvoltatorilor pentru Xbox One S este de a activa HDR și ar avea "literalmente nici un impact" asupra performanței jocurilor. Tarifele pot vedea performanțe sporite datorită vitezei mai mari a GPU și a bandei ESRAM. De asemenea, Xbox One S este livrat împreună cu o revizuire a controlerului Xbox One, cu mâneruri texturate și suport Bluetooth.
Xbox One S este disponibil în modele de 500 GB, 1 TB și "ediție specială" de 2 TB, care au fost inițial vândute la prețul de 299 USD, 349 USD și, respectiv, 399 USD. Modelul de 2 TB a fost lansat pe 2 august 2016, iar pe 23 august 2016 au fost lansate modele de 1 TB și 500 GB. Pe data de 11 iunie 2017, Microsoft a redus prețurile pentru pachetele de 500 GB Battlefield 1 și 1 TB Forza Horizon 3 pentru consola Xbox One S cu 50 USD.

## Xbox One X

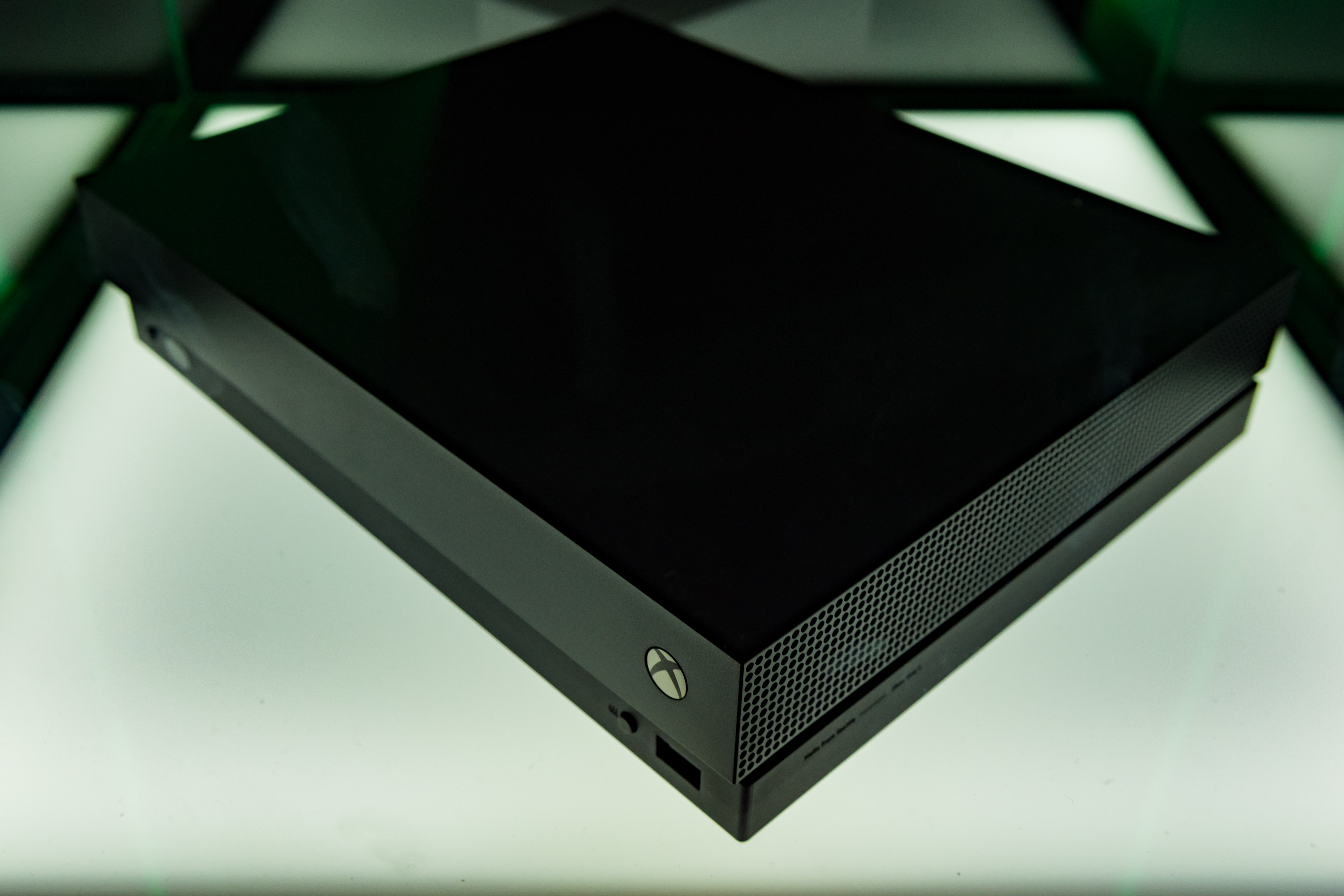
Xbox One X

În timpul conferinței de presă E3 2017, Microsoft a lansat oficial Xbox One X, o versiune high-end a Xbox One care va fi lansată pe data de 7 noiembrie 2017. Este conceput în primul rând pentru a juca jocuri la o rezoluție de 4K și suprasampling pentru a oferi îmbunătățiri grafice pe afișajele de înaltă definiție. Xbox One X va oferi, de asemenea, câștiguri de performanță pentru titlurile Xbox One existente: De exemplu, Halo 5: Guardians, care folosește un sistem de scalare care scade dinamic rezoluția jocului atunci când este necesar pentru a menține o rată consistentă a cadrelor, a reușit să ruleze la rezoluția sa nativă fără a fi scalată pe Xbox One X.
Proiectul Xbox One X este o revizuire a hardware-ului Xbox One S, dar mai raționalizat. Acesta utilizează un sistem pe cip (SoC) cunoscut sub numele de Scorpio Engine, care încorporează un CPU octa-core de 2,3 GHz și un GPU Radeon cu 40 unități computerizate cu tact la 1172 MHz, generând 6 teraflops de performanță grafică de calcul. Acesta include, de asemenea, 12 GB de memorie RAM GDDR5, din care 9 GB este alocată jocurilor. Pentru a optimiza titlurile Xbox One existente pe Xbox One X în 4K, dezvoltatorii Xbox au folosit programe interne de depanare pentru a colecta urme de GPU din jocuri importante care nu au rulat la rezoluția completă de 1080p pe versiunea originală Xbox One. Această optimizare permite personalizarea atentă a hardware-ului intern al consolei pentru a atinge aceste obiective. Scorpion Motor utilizează o platformă personalizată menită să mențină compatibilitatea cu procesorul Jaguar al originalului Xbox One, câștigând în același timp o creștere de 31% a performanței. Platforma personalizată nu are nicio legătură cu actuala arhitectură Ryzen a AMD. Consola va avea o metodă de răcire a camerei de vapori pentru SoC, iar plăcile de bază vor fi adaptate nevoilor exacte de tensiune ale fiecărui Scorpion SoC pentru a-și optimiza producția și consumul de energie.
Xbox One X va fi compatibil cu toate software-ul și accesoriile Xbox One existente. Jocurile comercializate ca Xbox One X Enhanced au optimizări specifice pentru fidelitatea grafică a hardware-ului consolei, în timp ce iconografia separată este utilizată pentru a desemna jocuri care rulează nativ la rezoluția de 4K sau suportă HDR. Jocurile existente pot primi actualizări pentru îmbunătățiri sau suport suplimentar de 4K pentru Xbox One X. Microsoft nu a anunțat totuși planurile oficiale de sprijin pentru VR pe Xbox One X, afirmând că dorea să prioritizeze eforturile VR wireless pe consolă și Windows Mixed Reality pe PC.
Xbox One X va fi lansat pe data de 7 noiembrie 2017, cu un model de 1 TB care va avea un preț de 499 USD. Xbox One X este un concurent al PlayStation 4 Pro, o actualizare hardware a PlayStation 4 lansată la sfârșitul anului 2016, care se concentrează în mod asemănător pe jocurile de 4K și pe îmbunătățirea performanței realității virtuale. În octombrie 2016, Penello a declarat că avantajul de performanță al Xbox One X pe PS4 Pro ar fi "evident", observând că GPU-ul lui PS4 Pro avea doar 4.2 teraflopi de performanță grafică de calcul în comparație cu 6 teraflopuri declarate de Microsoft.